# Casa de Moraes
A Casa de Moraes, modernamente grafada Morais, é uma família nobre portuguesa. O nome desta Casa dá nome à freguesia de Morais vinda de Gonçalo Rodrigues de Morais, que casou-se em Bragança com Constança Soares e que é o primeiro titular conhecido do sobrenome. Aparece nas fontes por volta de 1217. Outra interpretação é de que surgiu dos Morales do Reino de Castela. 

## História e Origens

### Lugar de Morais
“É solar desta família (Morais) o lugar de Morais do distrito desta cidade (Bragança) e em sitio deste se conserva o nome de torre e se tem achado vestígios e alicerces que insinuam foi edifício grande e comum e recebida tradição, sem cousa em contrário, afirma ser este o seu solar. Os moradores de Morais dizem que em esta torre viviam os senhores dele e mostram um campo plano, que chamam corredoura, onde estes fidalgos exercitavam os cavalos…”.
Esta citação foi retirada da obra referida, volume VI – Os fidalgos.
Assim se inicia a notícia sobre a aldeia de Morais. Segundo esta a existência da aldeia está diretamente relacionada com a vinda para esta região de uma linhagem de sangue azul, pertencente ao Reino de Aragão, cujo expoente principal teria sido Estêvão Peres deli Moral. Este era no início do século XII (1107) alcaide ou governador de uma torre chamada del Moral porque dentro dela havia uma amoreira. Esta torre situava-se na antiga Sória que, nesta altura era combatida pelo rei Mouro de Toledo. Ora, este Estêvão Peres del Moral, demonstrando bravura e coragem, teria defendido a sua torre de um sítio levantado pelo rei Mouro durante uns longos quatro meses alimentando-se, ele e os seus súbditos apenas com os frutos da amoreira que dentro dela se encontrava. Este ato valeu-lhe o cognome da torre. Mas valeu-lhe mais quando D. Afonso I de Aragão mandou povoar a Sória pelos anos de 1119. Vieram para esta região doze linhagens de fidalgos cuja principal foi a dos Morais. Esta família defende que a sua ascendência repousa no Conde Gonçalves Fernandes (filho do conde de Castela Fernão Gonçalves) e de sua segunda mulher D. Sancha (filha de D. Sancho Abarca, rei de Navarra).
O primeiro que povoou o lugar de Morais, a que deu o nome e o de Lagoa foi, segundo dizem, Gonçalo Rodrigues de Morais, filho de D. Rodrigo Garcês e neto do Conde D. Garcia Garcês que casou com Maria Fortunes, filha de Fortum Lopes, senhor de Sória da família de Morais de Espanha (Morales). Na verdade, segundo “Memórias V.VI”: è solar desta familia o lugar de Moraes, termo de Bragança e dele procedem as casas da principal nobreza de Tra-los-Montes e se tem derivado as casas de primeira grandeza de Portugal e Castella e ainda exaltado aos régios solios por D. Leonor filha de D. Pedro de Toledo vice-rei de Nápoles casado com D. Maria Pimentel, 3ª Marquesa de villa Franca, filha de D. Luíz Pimentel e de D. Constansa Rodrigues de Moraes filha de Ruy Martins de Moraes, alcaide-mor de Bragança chefe dos Moraes, casado com D. Alda Gonçalves de Moreira. E casou D. Leonor com cosme primeiro gran duque de Tuscana de que procederam os mais; e destes os Reis de França, Inglaterra, Hespanha e hoje a senhora princesa do Brazil; os duques de Lorena, Saboya, Baviera, Parma e Mantua.